# Dévastation du Nord de l'Angleterre
La dévastation du Nord de l'Angleterre (Harrying of the North en anglais) est l'étape finale d'une série de campagnes menées pendant l'hiver 1069-1070 par Guillaume le Conquérant, premier roi normand d'Angleterre, afin de soumettre définitivement le Nord du royaume (en premier lieu la Northumbrie et les Midlands), et d'achever la conquête normande de l'Angleterre. L’expression Harrying of the North est généralement utilisée pour désigner cette série de campagnes.
Le Nord de l'Angleterre (la Northumbrie), à cette période, était un territoire occupé par une population mixte d'Anglo-Saxons et d'émigrés vikings qui vivaient en indépendance du pouvoir royal. Il posait stratégiquement plusieurs problèmes : il était à la fois une marche du royaume d'Angleterre, régulièrement envahie par les Écossais, un lieu de débarquement usité des envahisseurs scandinaves, et enfin une poche de résistance au pouvoir royal. Après plusieurs campagnes inefficaces, le Conquérant y mena une politique de la terre brûlée et de meurtres systématiques qui eut des conséquences économiques et sociales immenses, les territoires touchés restant dépeuplés et dévastés durant des décennies.

## Contexte
Traditionnellement, la domination des rois anglo-saxons sur le Nord du royaume d'Angleterre était faible. En 1055, Édouard le Confesseur choisit Tostig en tant que comte de Northumbrie, mais ce dernier fut expulsé du comté par les habitants de York et les Northumbriens en 1065. 
Après la soumission d'Edgar Ætheling en décembre 1066, et l'accession de Guillaume le Conquérant au trône, la population du Nord de l'Angleterre se trouve hors du contrôle royal, et les adversaires anglo-saxons des envahisseurs s'y réfugient. Edwin, comte de Mercie, déçu de ne toujours pas avoir reçu en mariage la fille du roi promise, insiste auprès du Conquérant. Celui-ci hésite, sentant ses barons hostiles au projet. Edwin préfère anticiper la rupture imminente en s'enfuyant de la cour au début de l'été 1068. Il se réfugie dans le Nord, avec son frère Morcar, l'ancien comte de Northumbrie. Il y trouve un fort mouvement anti-normand qui est en train de poindre autour d'York.

### Campagne de l'été 1068
L'arrivée des deux comtes, Tostig et Edwin, permet le regroupement des Anglo-Saxons, et donne corps à un mouvement d'ampleur nationale. Bleddyn ap Cynfyn, roi de Gwynedd (dans le pays de Galles), s'allie avec eux ; Gospatrick, le comte de Northumbrie, rallie leur camp. L'armée qu'ils ont rassemblée commence une marche sur York, puis se dirige vers le sud. Le mouvement se désintègre dès les premiers signes de la ferme détermination des Normands. Le Conquérant avec son ost prend la route du nord, élevant des mottes castrales sur les emplacements naturellement protégés qu'il rencontre, et y place des garnisons.
Après avoir construit le château de Warwick et l'avoir confié à Henri de Beaumont, il reçoit la soumission d'Edwin et Morcar. Il fait construire ensuite le château de Nottingham, et arrive sans opposition à York. Il y reçoit les clefs de la ville et des otages. De nombreux barons du Yorkshire viennent se soumettre à lui, de même qu'Ethelwin, l'évêque de Durham. Il fait construire une motte castrale pour protéger la ville, et négocie avec Malcolm III, le roi d'Écosse, afin de s'assurer qu'il ne prêtera pas assistance à Egdar Ætheling, qui s'était réfugié à sa cour avec Gospatrick. Puis le Conquérant redescend vers le sud par une route orientale, faisant construire de nouveaux châteaux à Lincoln, Huntingdon, Cambridge. Le déploiement de puissance a été impressionnant, mais n'a rien fait pour diminuer la capacité de rébellion du Nord. Les Anglo-Saxons n'ont toujours pas renoncé malgré la dérobade de leurs chefs.

## Campagne de début 1069
Le Conquérant décide d'envoyer Robert de Comines, l'un de ses auxiliaires, pour prendre en charge le comté de Northumbrie puisque Gospatrick l'a trahi. Comines part pour le nord avec une armée. À l'approche de Durham, l'évêque Ethelwin le fait prévenir qu'une grande armée anglaise s'est constituée. Comines ignore l'avertissement, et entre dans la ville. Le 28 janvier 1069, les Anglais encerclent Durham, y entrent, et tuent les Normands, puis brûlent Comines dans la maison de l'évêque où il s'est réfugié.
Les Anglais enchaînent rapidement par une attaque sur York, la principale ville septentrionale. Le châtelain mis en place par le roi est tué, et les citoyens de la ville adhèrent, ou sont contraints d'adhérer, à la cause d'Edgar Ætheling. Néanmoins le château d'York tient bon, et ses occupants sont capables de faire prévenir le Conquérant. Celui-ci arrive rapidement à leur rescousse, faisant fuir les rebelles devant lui. Il commence la construction d'un second château, sur la rive droite de l'Ouse, qu'il confie au comte Guillaume FitzOsbern. Puis il retourne à Winchester assister aux fêtes de Pâques. Pendant ce temps, FitzOsbern défait l'armée anglaise. Pendant cinq mois, le nord reste calme.

## Campagnes de l'été 1069
En août 1069, apparaît une flotte danoise sur les côtes anglaises. Les leaders anglais comprenant que le mouvement mené par l'Ætheling n'a aucune chance d'aboutir, ont proposé la couronne à Sven Estridsen, le roi de Danemark. Sven est le neveu de Knut II de Danemark, qui a été roi d'Angleterre entre 1016 et 1035, et a donc des prétentions légitimes au trône. Il n'est cependant pas décidé à investir toute sa puissance dans sa revendication. Il envoie néanmoins une force de Danois et de Norvégiens, accompagnée de trois de ses fils, son frère et beaucoup de magnats danois. La flotte, estimée à 240 bateaux, est certainement équivalente à celle envoyée par Harald III de Norvège en 1066.
Cette flotte remonte les côtes anglaises du Kent à la Northumbrie, en faisant des débarquements tests pour évaluer les défenses à Douvres, Sandwich, Ipswich et Norwich, où ils sont repoussés à chaque fois. Ils atteignent l'Humber et y trouvent un lieu d'ancrage calme. Ils joignent leurs forces à celles rassemblées par les Anglais autour d'Edgar Ætheling, Gospatrick et Waltheof, le comte d'Huntingdon. Ils font alors route vers York.

### Attaque sur York
Fin septembre, les hommes en garnison dans les deux châteaux d'York tenus par Guillaume Malet mettent le feu à la ville avant l'arrivée des Anglais. Trop peu nombreux pour pouvoir leur tenir tête, ils tentent des sorties désespérées durant lesquelles ils sont massacrés. Waltheof est notamment le héros de cette journée, décapitant de nombreux Normands avec sa hache au fur et à mesure qu'ils sortent des châteaux. C'est la plus lourde défaite que les Normands auront à subir en Angleterre. Les alliés ne cherchent pas à pousser leur avantage, et à la simple rumeur de l'approche du roi, ils s'enfuient et évitent à plusieurs reprises un affrontement direct.

### Soulèvements dans le royaume
La rumeur de l'arrivée des Danois provoque des soulèvements dans tout le pays : Devon, Cornouailles, Somerset et Dorset. Les insurrections dans l'ouest de la Mercie et le nord du Wessex sont les plus virulentes. Dans le Herefordshire, Eadric le Sauvage, un baron anglo-saxon, s'est allié avec les princes gallois de la région. Il avait réussi à se maintenir dans un état d'indépendance, et était à la tête d'une armée nombreuse. La révolte qu'il initie se répand jusque dans le Cheshire au nord, et au Staffordshire à l'est. Les Normands bien que possédant de nombreux châteaux dans la région, ne sont pas capables de réprimer cette révolte. Le Conquérant décide de se charger en personne de la répression. Il laisse Robert de Mortain et son cousin Robert d'Eu surveiller les Danois sur l'Humber. Il défait les insurgés concentrés à Stafford, puis retourne vers le Lindsey fin novembre.

## Dévastation du Nord de l'Angleterre
En chemin, il est informé que les Danois se préparent à attaquer York. Il décide d'essayer de les rattraper, mais est bloqué au passage de l'Aire pendant trois semaines, le pont permettant de la traverser ayant été emporté. 
Quand un gué est trouvé, il répète la stratégie qui lui permit de soumettre Londres trois ans plus tôt. Au lieu d'attaquer directement York, il fait dévaster une large ceinture de territoire au nord et à l'ouest de la ville, afin de l'isoler. Rapidement, les Danois retournent à leurs bateaux, et sont payés pour abandonner leurs prétentions. Guillaume les autorise à rester sur l'Humber jusqu'à la fin de l'hiver.
Pour résoudre définitivement le problème posé par la Northumbrie, et afin d'empêcher une nouvelle rébellion, il poursuit sa campagne de dévastation. Il passe les fêtes de Noël à York, puis reprend sa campagne. Il brûle des villages entiers, massacre les habitants, détruit les réserves de nourritures et les troupeaux. Les survivants se retrouvent en plein hiver complètement démunis, n'ayant plus rien pour survivre, et succombent en masse. Le chroniqueur Florence de Worcester écrit que les survivants furent obligés de se nourrir de chats, chiens et cadavres humains pour échapper à la famine.
En arrivant à la Tees, il reçoit la soumission de Waltheof et Gospatrick, signe que la résistance anglo-saxonne est brisée. 

### Épilogue
La dernière poche de résistance active qui subsiste est en Mercie, constituée des restes de l'armée mercienne battue à Stafford. Le Conquérant marche donc vers le Cheshire. Son ost, qui est épuisé et en service depuis très longtemps en vient presque à la mutinerie. Néanmoins, le roi est capable d'arriver avant que ses ennemis ne soient prêts à l'affronter. Il écrase la révolte mercienne sans combat généralisé. Il fait ensuite construire des châteaux à Chester et Stafford, puis retourne à Salisbury, peu avant la fête de Pâques 1070, et libère ses hommes.

## Conclusion
Depuis le XIe siècle, les historiens ont noté l'incroyable cruauté avec laquelle le roi et son armée ont détruit toute trace de vie entre le Humber et la Tees. Le Domesday Book est là pour prouver que ces destructions furent bien réelles car, dix-sept ans plus tard, une grande partie des terres étaient toujours à l'abandon. 
C'est bien évidemment dans le Yorkshire que la dévastation est la plus évidente, mais il y eut d'autres campagnes de dévastation. Le Cheshire, le Derbyshire, le Shropshire, le Staffordshire eurent à subir ce genre de traitement plus localisé et moins complet afin d'empêcher de futures révoltes dans l'ouest de la Mercie. 
Déjà pauvre et dépeuplé avant la révolte, le Nord s'enfonça dans une situation économique difficile qui perdura jusqu'à la fin du Moyen Âge. C'est pourquoi au XVe siècle, le conseil du Nord fut créé pour améliorer son développement.

### Sources
- Frank Stenton, Anglo-Saxon England, Oxford University Press, 3e édition, 1971, p. 600-605.
- Paul Zumthor, Guillaume le Conquérant, Paris, Tallandier, 2003,  (ISBN 2847340653).